# Vuk Kostić
Vuk Kostić (serbiska: Вук Костић), född 22 november 1979 i Belgrad, är en serbisk skådespelare och producent, känd främst i forna Jugoslavien och Europa från filmer som Apsolutnih 100, Stvar srca och Klopka.
Han är son till den jugoslaviske skådespelaren Mihajlo Kostić.

## Filmografi

### Filmer
- Munje! (2001)
- Apsolutnih 100 (2001)
- Mala noćna muzika (2002)
- Život je čudo (2004)
- Stvar srca (2005)
- IvoEva (2006)
- Sinovci (2006)
- Klopka (2007)
- S.O.S. - Spasite naše duše (2007)
- Ljubav i drugi zločini (2008)
- Neprijatelj (2011)
- Circles (2013)
- Igra u tami (2015)
- Dara iz Jasenovca (2020)

### TV
- Vrenje (1986)
- Razgovori stari (1986)
- Dom Bergmanovih (1987)
- Otvorena vrata (1995)
- M(j)ešoviti brak (2003)
- Život je čudo (2006)
- Ulica lipa (2007-2008)
- Gorki plodovi (2008-2009)
- Rode u Magli (2009)
- Ubice moga oca (2016)